# Özay Gönlüm
Özay Gönlüm (* 5. Februar 1940 in Denizli; † 1. März 2000 in Ankara) war ein Sänger der türkischen Volksmusik. Er gehört zu den bedeutendsten Sängern der Ägäisregion.

## Biografie

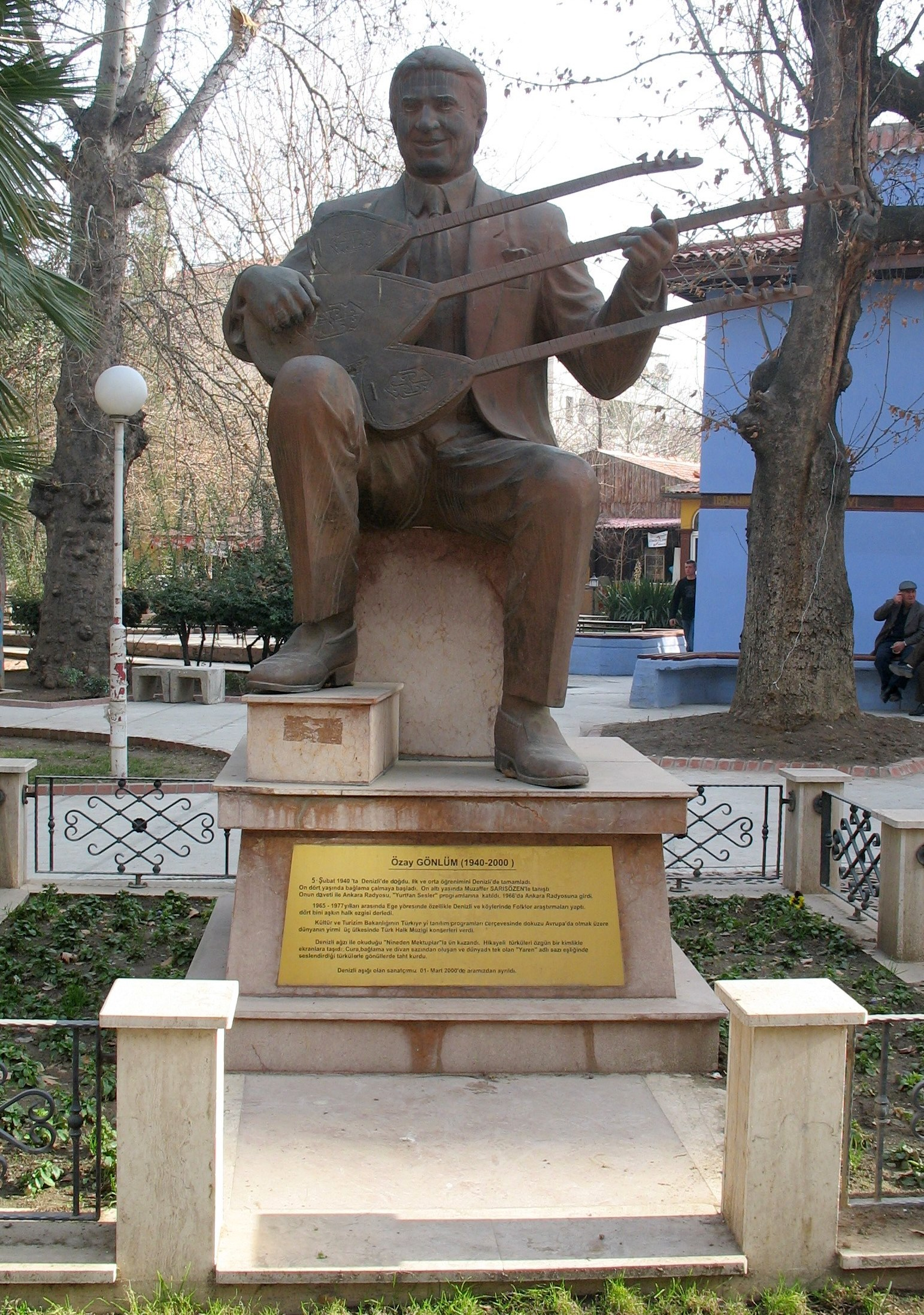
Die Statue von Özay Gönlüm mit der Yaren in Denizli.

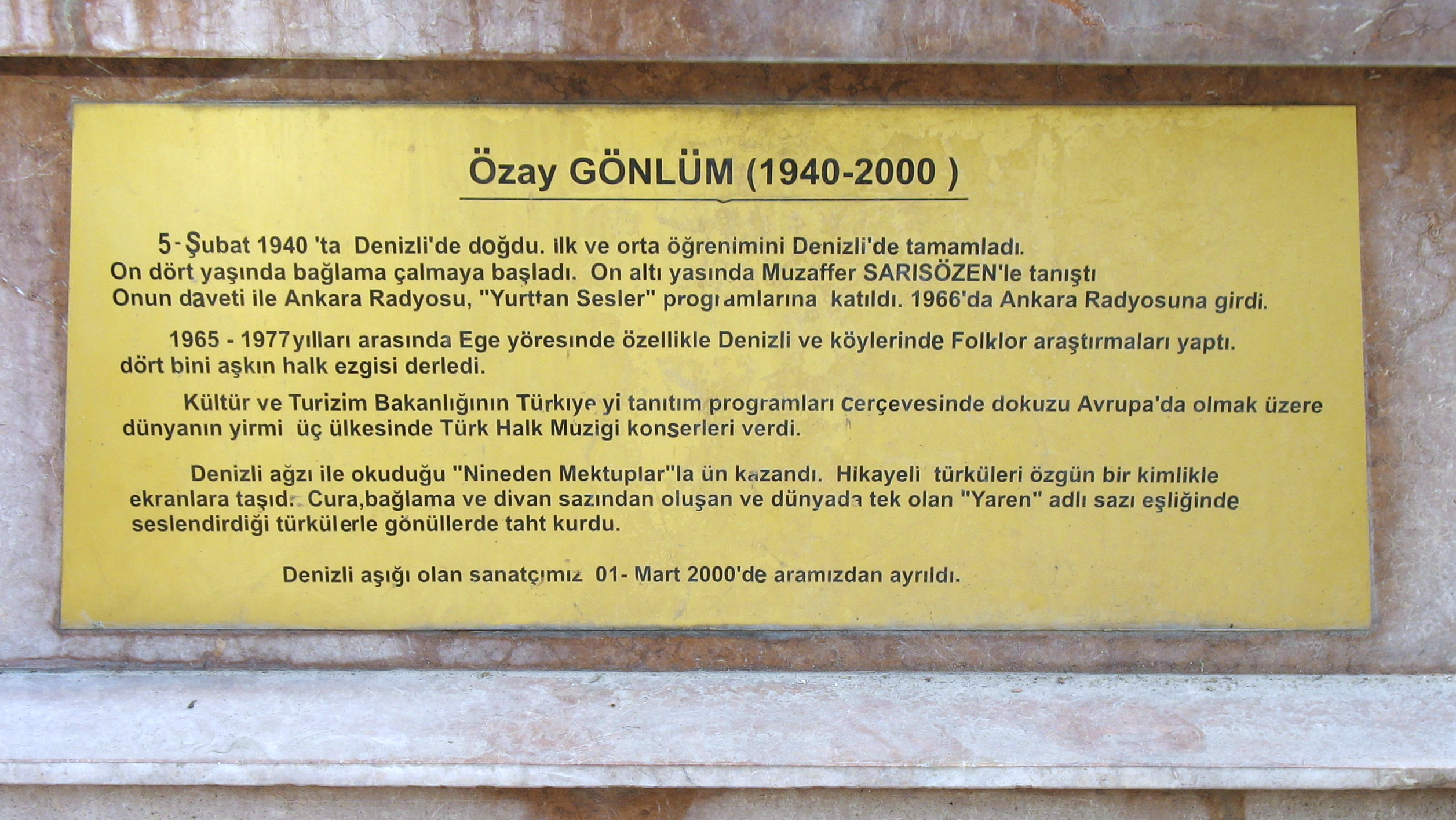
Kurzbiografie unter der Statue

Özays Familie stammt aus der Kleinstadt Kızılcabölük. 1953 besuchte er in Denizli das Gewerbliche Institut für Jungen (Denizli Erkek Sanat Enstitüsü). Schon mit 14 Jahren begann er Bağlama zu spielen. Im Alter von 16 Jahren lernte er den bekannten türkischen Volksmusiker Muzaffer Sarısözen kennen, der ihn bei seiner musikalischen Laufbahn unterstützte. Im Radioprogramm Yurttan Sesler (deutsch: Stimmen aus der Heimat) von Radio Ankara gelang ihm der Durchbruch. Özay war einige Zeit in der Film-, Radio- und Fernsehzentrale des Nationalen Bildungsministeriums (Milli Eğitim Bakanlığı) tätig.
Wegen seiner Herkunft aus Denizli singt er im Dialekt der Ägäisregion (türkisch: Ege Şivesi). Er besingt die Kultur seiner Heimat und ist in der Ägaisregion populär, aber auch in anderen Gegenden der Türkei. Özays Markenzeichen waren drei aneinander befestigte Zupfinstrumente (Bağlama, Cura und Tambura), die er gesamt Yaren („Kamerad, Freund“) nannte.
Ab 1973 nahm er mit berühmten türkischen Sängern wie Zeki Müren regelmäßig an der Internationalen Messe in Izmir (İzmir Enternasyonal Fuarı) teil, die jedes Jahr im September stattfand. Özay spielte auch die Hauptrolle eines Yeşilçam-Filmes und wirkte in Kindersendungen des Senders TRT mit. Sein letztes Programm, das er moderierte, war Türk Halk Müziği İstekleri (deutsch: Wünsche zur türkischen Volksmusik) des Senders TRT-1.
Özay Gönlüm veranstaltete weltweit in 23 verschiedenen Ländern Konzerte, darunter auch in neun europäischen Staaten, den USA, Australien, China sowie Indien. Neben seinem beliebten Instrument Bağlama waren Cura und Tambura ebenso seine Favoriten. Er kam auf die Idee, alle drei Instrumente zu kombinieren. Das ermöglichte ihm, auf allen drei Zupfinstrumenten parallel zu spielen.
Özay Gönlüm war 34 Jahre lang Sänger. Er erkrankte an einer Lungenerkrankung und wurde in der Universitätsklinik Ankara behandelt. Am 1. März 2000 starb er jedoch an den Lungenerkrankungen. Er war verheiratet mit Ayten und hatte zwei Töchter. Als Anerkennung wurde in Denizli und Kızılcabölük eine Statue errichtet.

## Diskografie
Özay Gönlüm veröffentlichte bis zu seinem Tod über 200 Musikstücke. Zu den bekanntesten und erfolgreichsten Lieder gehören:
- Elif dedim be dedim
- Evlerinin önü bulgur kazanı
- Arabaya taş koydum
- Asmam çardaktan
- Denizli'nin horozları
- Ninenin mektubu, Çil Horoz
- Çöz de al Mıstıvali
- Cemilemin gezdiği dağlar meşeli
- Tepsi tepsi fındıklar
- Sobalarında kuru da meşe yanıyor
- Karahisar kalesi
- Hatçam çıkmış gül dalına
- Dağların başındayım
- Elindedir bağlama
- Gıcır gıcır gelir yarın kağnısı
- Manisayla Bergamanın arası
- Onikidir şu Burdur'un dermeni
- Hıkkıdık duttu beni
- Evren köy
- İki keklik
- Gımıldanıver